# Jörgen Jönsson
Ulf Peter Jörgen Jönsson (* 29. September 1972 in Ängelholm) ist ein ehemaliger schwedischer Eishockeyspieler sowie derzeitiger -trainer und -funktionär, der im Verlauf seiner aktiven Karriere zwischen 1989 und 2009 hauptsächlich für Färjestad BK in der schwedischen Elitserien aktiv war und fast 900 Spiele für die Mannschaft bestritt. Darüber hinaus gehört der langjährige Mannschaftskapitän Färjestads und der schwedischen Nationalmannschaft mit zwei olympischen Goldmedaillen und ebenso vielen Weltmeistertiteln zu den international erfolgreichsten Spielern seiner Generation. Aufgrund seiner – insbesondere auf internationaler Ebene gesammelten – Erfolge wurde er im Jahr 2019 in die IIHF Hall of Fame aufgenommen. Sein zwei Jahre jüngerer Bruder Kenny war ebenfalls professioneller Eishockeyspieler.

## Karriere

### Spielerkarriere
Jönsson verbrachte seine Juniorenzeit und den Beginn seiner Profikarriere bei Rögle BK aus seiner Geburtsstadt Ängelholm. Nachdem der Angreifer die gesamte Juniorenabteilung des Klubs durchlaufen hatte, debütierte er in der Saison 1989/90 im Alter von 17 Jahren in Profimannschaft des Klubs, die in der Division 1, der zweithöchsten schwedischen Spielklasse ansässig war. Mit Beginn der Spielzeit 1990/91 etablierte sich das Nachwuchstalent in der ersten Mannschaft des Vereins und kam in den folgenden beiden Jahren zu jeweils mehr als 30 Saisoneinsätzen. Am Ende der Saison 1991/92 gelang der Mannschaft, der mittlerweile auch Jönssons jüngerer Bruder Kenny angehörte, der Aufstieg in die Elitserien. Mit der Erfahrung aus bereits zwei Spielzeiten als Profi fasste der 20-jährige Mittelstürmer schnell Fuß in der schwedischen Elitespielklasse und konnte in den Spieljahren 1992/93 und 1993/94 jeweils 17 Tore erzielen. In der Folge wurde er im NHL Entry Draft 1994 in der neunten Runde an 227. Stelle von den Calgary Flames aus der National Hockey League ausgewählt, was auch im Zusammenhang mit dem Gewinn der Goldmedaille bei den Olympischen Winterspielen 1994 im norwegischen Lillehammer stand.
Nach einer schwächeren Spielzeit 1994/95 mit nur zehn Scorerpunkten für Rögle, womit er allerdings an gut 20 Prozent aller Tore beteiligt war, jedoch den Abstieg zurück in die Zweitklassigkeit nicht verhindern konnte, wechselte Jönsson innerhalb der Elitserien zu Färjestad BK. Dort war er für die folgenden vier Jahre überaus erfolgreich aktiv und entwickelte sich zu einem der besten Spieler des Landes. In den Jahren 1997 und 1998 gewann er mit dem Team zweimal in Folge die schwedische Meisterschaft in Form des Le-Mat-Pokals. Dabei war er mit elf Scorerpunkten in den Playoffs 1997 maßgeblich am Titelgewinn beteiligt gewesen, da er der punktbeste Akteur unter allen Spielern war. Zudem erhielt er den Guldpucken als bester schwedischer Spieler der Elitserien. Im darauffolgenden Jahr führte er das Team als Mannschaftskapitän zur erfolgreichen Titelverteidigung.
Nachdem FBK in der Saison 1998/99 den dritten Titelgewinn in Folge klar verpasst hatte und Jönssons Transferrechte im Juli 1998 innerhalb der NHL im Tausch für den Tschechen Jan Hlaváč von den Calgary Flames zu den New York Islanders transferiert worden waren, entschied sich der Stürmer – auch mit der Hilfe seines Bruders Kenny, der bereits seit Januar 1995 in Nordamerika und seit März 1996 im Speziellen für die Islanders aktiv war – zu einem Wechsel in die National Hockey League. Dieser war zunächst auf ein Jahr befristet. Mit Beginn der Saison 1999/2000 liefen beide gemeinsam für New York auf. Jörgen Jönsson absolvierte bis Mitte März 2000 68 Einsätze für die Islanders, ehe er im Tausch für seinen Landsmann Johan Davidsson zu den Mighty Ducks of Anaheim transferiert wurde. Dort bestritt er 13 weitere Spiele, bevor er sein Nordamerika-Intermezzo nach nur einem Jahr für beendet erklärte und in sein Heimatland zurückkehrte. Ein angedachtes Wahlrecht im NHL Entry Draft 2001 erhielten die New York Islanders nicht, da die Mighty Ducks den Schweden nicht über das Saisonende hinaus beschäftigten.
Im Herbst 2000 stand Jönsson wieder in Schweden für Färjestad auf dem Eis. Gleich in der ersten Saison nach seiner Rückkehr wurde er wiederum zum Kapitän ernannt und gewann den Vizetitel mit der Mannschaft. Ebenso wurde erstmals in All-Star-Team der Elitserien berufen. Im Jahr 2002 feierte er dann den dritten Titelgewinn mit dem Team, während er zugleich mit Peter Högardh als bester Torschütze der Elitserien-Hauptrunde ausgezeichnet wurde. Bis zum Jahr 2009 ließ der Center zwei weitere Meistertitel in den Jahren 2006 und 2009 sowie drei aufeinander folgende Vizemeisterschaften in 2003, 2004 und 2005 folgen. Zum Ende seiner aktiven Karriere erhielt er in der Spielzeit 2008/09 den Rinkens riddare als fairster Spieler der Liga, den im Vorjahr noch sein Bruder gewonnen hatte. Jönsson beendete seine Karriere schließlich im Alter von 36 Jahren nach mehr als 750 absolvierten Spielen in der Elitserien. In seinen 16 Jahren in der höchsten schwedischen Spielklasse gewann er fünf Meisterschaften sowie vier Vizetitel.

#### International

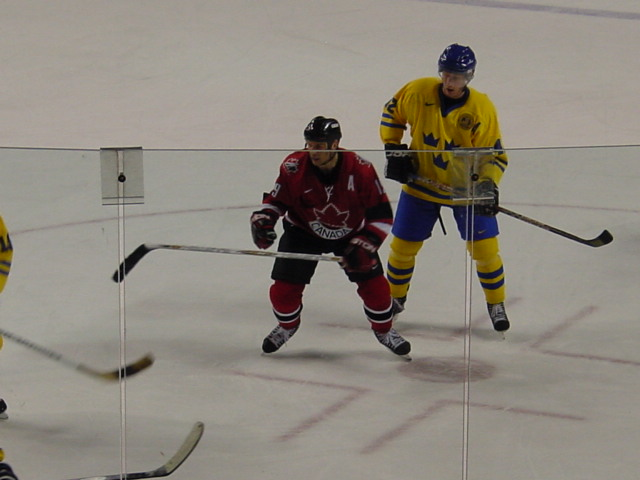
Jönsson (hinten) im Duell mit dem Kanadier Steve Yzerman bei den Olympischen Winterspielen 2002

Nachdem Jönsson im Juniorenbereich vom Svenska Ishockeyförbundet gänzlich unberücksichtigt geblieben war, kam er im Verlauf der Saison 1992/93 zu seinem Debüt im Trikot der schwedischen Nationalmannschaft – allerdings für die B-Auswahl. In der Folge schaffte der Stürmer den Sprung in die A-Auswahl und bestritt insgesamt 170 Spiele für die Tre Kronor bei vier Olympischen Winterspielen, zwölf Weltmeisterschaften, dem World Cup of Hockey und zahlreichen Turnieren der Euro Hockey Tour. Dabei gewann er unter anderem zwei olympische Goldmedaillen und ebenso viele Weltmeistertitel. Insgesamt gewann Jönsson, der zwischen 2001 und 2007 auch immer wieder als Mannschaftskapitän fungierte, elfmal Edelmetall bei bedeutenden internationalen Turnieren, womit er zu den erfolgreichsten schwedischen Spielern aller Zeiten gehört.
Seine ersten Spiele nach dem Sprung in die A-Nationalmannschaft absolvierte er im Rahmen des Iswestija Cups im Dezember 1993. Anschließend wurde der Angreifer in den schwedischen Olympiakader für die Olympischen Winterspiele 1994 im norwegischen Lillehammer berufen, wo er zwar torlos blieb, jedoch mit Olympiagold die Heimreise antrat. Ebenso gewann er bei der Weltmeisterschaft 1994 die Bronzemedaille. Im Laufe der Jahre ließ Jönsson weitere Titel und Erfolge folgen, darunter der Gewinn der Weltmeisterschaft in den Jahren 1998 und 2006. Letzter Triumph wurde durch den Gewinn der Goldmedaille bei den Olympischen Winterspielen 2006 im italienischen Turin zusätzlich versüßt. Des Weiteren gewann Jönsson in den Jahren 1997, 2003 und 2004 jeweils die Silbermedaille und in den Jahren 1994, 1999, Weltmeisterschaft 2001 und Weltmeisterschaft 2002 jeweils die Bronzemedaille im Rahmen der Welttitelkämpfe.
Weitere Teilnahmen bei internationalen Turnieren außerhalb der Medaillenränge verbuchte er bei den Olympischen Winterspielen 1998 im japanischen Nagano und 2002 im US-amerikanischen Salt Lake City. Bei Weltmeisterschaften landete er lediglich in den Jahren 2000, 2005 und 2007 außerhalb der Medaillenränge. Zudem nahm er am World Cup of Hockey 2004 teil.

### Trainer- und Funktionärskarriere
Im Anschluss an seine aktive Karriere blieb Jönsson Färjestad BK treu und wurde zur Saison 2009/10 im Mai 2009 zum Assistenz-General-Manager von Thomas Rundqvist ernannt. Mit Beginn der Playoffs derselben Saison im März 2010 fungierte er als Assistenztrainer unter den Cheftrainern Per-Erik Johnsson und Tommy Samuelsson. In der Position des Assistenztrainers – allerdings zunächst ein Jahr unter der alleinigen Regie Samuelssons und dann von Leif Carlsson – blieb Jönsson seinem langjährigen Klub auch in der Folge treu. Im Oktober 2012 wurde er schließlich zum General Manager befördert und trat damit die Nachfolge von Rundqvist an. Er stellte das Amt jedoch schon im Oktober des folgenden Jahres wieder zur Verfügung. Anschließend betreute er ein Jahr lang die zweite U16-Mannschaft des Klubs, ehe er den Verein nach insgesamt 15 Jahren verließ.
Mit Beginn der Saison 2015/16 betreute er den Drittligisten Forshaga IF hauptverantwortlich. Zur Saison 2016/17 heuerte Jönsson dann wieder als Assistenztrainer im schwedischen Eishockey-Oberhaus. Für zwei Jahre war er in dieser Position bei den Växjö Lakers tätig und gewann mit der Mannschaft seine zweite schwedische Meisterschaft als Trainer, nachdem er bereits eine im Jahr 2014 mit dem FBK gewonnen hatte. Zudem erreichte er mit Växjö das Finale der Champions Hockey League, das gegen den finnischen Klub JYP Jyväskylä verloren ging. Zur Saison 2018/19 wechselte er ins Trainerteam des Örebro HK.
Für seine Verdienste um den Eishockeysport in seiner Heimat und auf internationaler Ebene wurde Jönsson bereits im Dezember 2012 in die Schwedische Eishockey-Ruhmeshalle aufgenommen. Im Februar 2019 erfolgte die Bekanntgabe der Aufnahme in die IIHF Hall of Fame im Rahmen der Weltmeisterschaft im Mai.

## Erfolge und Auszeichnungen

### Als Spieler
| - 1992 Aufstieg in die Elitserien mit Rögle BK - 1997 Schwedischer Meister mit Färjestad BK - 1997 Topscorer der Elitserien-Playoffs - 1997 Guldpucken - 1998 Schwedischer Meister mit Färjestad BK - 2001 Schwedischer Vizemeister mit Färjestad BK - 2001 Elitserien All-Star-Team - 2002 Bester Torschütze der Elitserien-Hauptrunde (gemeinsam mit Peter Högardh) - 2002 Schwedischer Meister mit Färjestad BK | - 2003 Schwedischer Vizemeister mit Färjestad BK - 2004 Schwedischer Vizemeister mit Färjestad BK - 2005 Schwedischer Vizemeister mit Färjestad BK - 2006 Schwedischer Meister mit Färjestad BK - 2006 Topscorer der Elitserien-Playoffs - 2006 Elitserien All-Star-Team - 2009 Schwedischer Meister mit Färjestad BK - 2009 Rinkens riddare |

#### International
| - 1994 Goldmedaille bei den Olympischen Winterspielen - 1994 Bronzemedaille bei der Weltmeisterschaft - 1997 Silbermedaille bei der Weltmeisterschaft - 1998 Goldmedaille bei der Weltmeisterschaft - 1999 Bronzemedaille bei der Weltmeisterschaft - 2001 Bronzemedaille bei der Weltmeisterschaft | - 2002 Bronzemedaille bei der Weltmeisterschaft - 2003 Silbermedaille bei der Weltmeisterschaft - 2004 Silbermedaille bei der Weltmeisterschaft - 2006 Goldmedaille bei den Olympischen Winterspielen - 2006 Goldmedaille bei der Weltmeisterschaft |

### Als Trainer
- 2012 Schwedischer Meister mit Färjestad BK (als Assistenztrainer)
- 2018 Schwedischer Meister mit Växjö Lakers (als Assistenztrainer)
- 2023 Årets Coach

### Sonstige
- 2012 Aufnahme in die Schwedische Eishockey-Ruhmeshalle
- 2019 Aufnahme in die IIHF Hall of Fame

## Karrierestatistik

### International
Vertrat Schweden bei:
| - Olympischen Winterspielen 1994 - Weltmeisterschaft 1994 - Weltmeisterschaft 1997 - Olympischen Winterspielen 1998 - Weltmeisterschaft 1998 - Weltmeisterschaft 1999 - Weltmeisterschaft 2000 - Weltmeisterschaft 2001 - Olympischen Winterspielen 2002 | - Weltmeisterschaft 2002 - Weltmeisterschaft 2003 - Weltmeisterschaft 2004 - World Cup of Hockey 2004 - Weltmeisterschaft 2005 - Olympischen Winterspielen 2006 - Weltmeisterschaft 2006 - Weltmeisterschaft 2007 |

(Legende zur Spielerstatistik: Sp oder GP = absolvierte Spiele; T oder G = erzielte Tore; V oder A = erzielte Assists; Pkt oder Pts = erzielte Scorerpunkte; SM oder PIM = erhaltene Strafminuten; +/− = Plus/Minus-Bilanz; PP = erzielte Überzahltore; SH = erzielte Unterzahltore; GW = erzielte Siegtore; 1 Play-downs/Relegation; Kursiv: Statistik nicht vollständig)